# Menthe poivrée
Mentha × piperita
Espèce
Classification phylogénétique

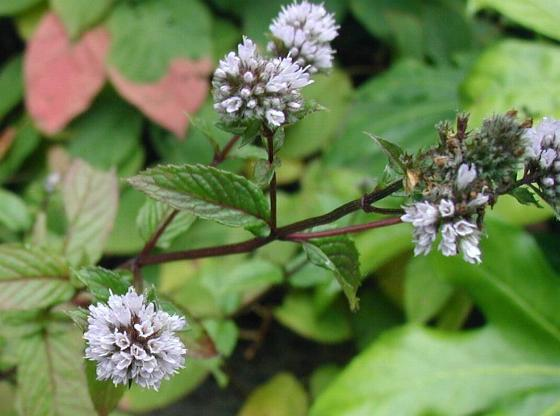
Menthe poivrée

La Menthe poivrée (Mentha × piperita), aussi connue sous son nom anglais, Peppermint, est une plante herbacée de la famille des Lamiacées. C'est une menthe issue d'une hybridation spontanée, hexaploïde, entre la menthe aquatique et la menthe verte (Mentha aquatica et Mentha spicata), cultivée en Angleterre à partir du XVIIe siècle.
Elle contient une plus forte concentration de menthol que les autres variétés de menthe, ce qui fait qu’elle est largement utilisée en cuisine ; on l'emploie également comme plante médicinale. Elle est utilisée sous différentes formes pour parfumer bonbons, glaces, dentifrices, salades, chewing-gums, confiseries et boissons alcoolisées. Elle a donné naissance à de nombreux cultivars, dont la menthe chocolat, la menthe citron ou encore la menthe bergamote.

## Historique
Les peuples de l'Antiquité babylonienne, égyptienne et gréco-romaine connaissaient et utilisaient plusieurs espèces de menthes. Durant l'Antiquité européenne, de nombreux phytonymes ont été utilisés pour décrire les menthes, mais les auteurs gréco-romains s'appuyant sur des considérations plus utilitaires que botaniques, il est maintenant difficile de retrouver derrière leurs dénominations les espèces linnéennes de l'époque moderne.

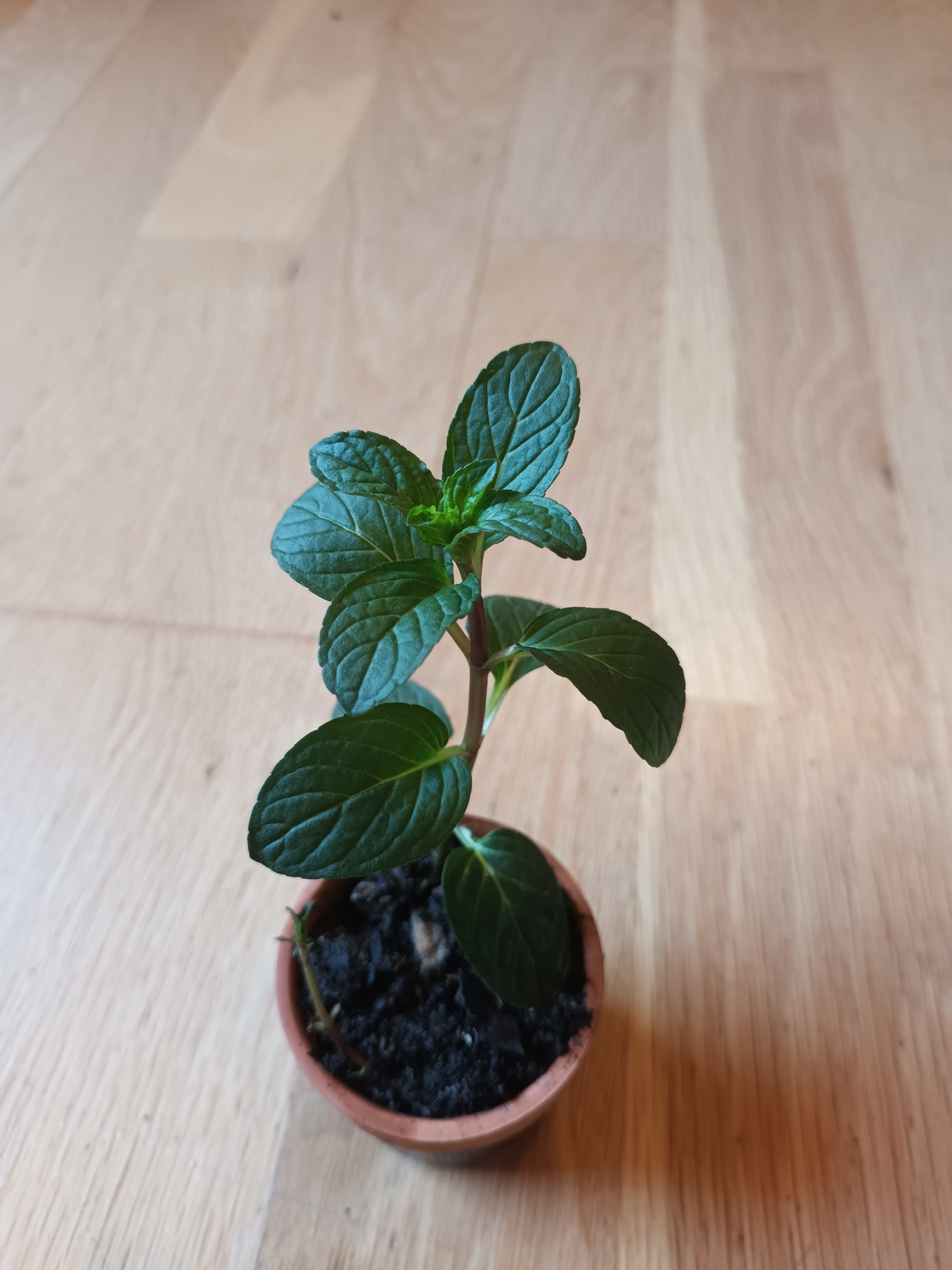
Menthe poivrée.

En 1753, au début de la nomenclature moderne, Linné reconnaissait Mentha piperita, une menthe pourvue d'une forte saveur piquante, comme une espèce à part entière parmi 10 espèces de menthes du genre Mentha.
Les naturalistes ont longtemps accepté son statut d'espèce croissant naturellement dans les milieux humides, avant de se rendre compte qu'elle était issue d'une hybridation. Au XXe siècle, Murray et al. (1972) croisèrent Mentha aquatica (2n=96) avec Mentha spicata (2n=48) et sur les 32 000 pieds qui survécurent, ils procédèrent à des analyses organoleptiques suivies par des analyses chromatographiques de l'huile essentielle pour sélectionner finalement quelques hybrides proches du cultivar 'Mitcham' poivré (2n=72=96/2+ 48/2), complètement stérile. Le caractère hybride de la menthe poivrée a été confirmé par des études de marqueurs génétiques AFLP (Gobert et al., 2002) et les données sur les flavonoïdes (Voirin et al., 1999).
Les données génétiques et historiques permettent de reconstruire l'histoire de l'apparition de la menthe poivrée suivant le scénario possible suivant. Peu avant le XVIIIe siècle, apparut en Angleterre, une menthe poivrée « peppermint », réputée pour sa saveur fraîche et épicée. On en trouve des spécimens caractéristiques conservés dans l'herbier du British Museum à Londres. Le naturaliste anglais John Ray (1628-1705) en avait obtenu des pieds du comté de Hertfordshire, en 1696 et l'avait décrite dans la seconde édition de sa Synopsis methodica Avium & Piscium. Considérée comme une plante médicinale digestive et aromatique, elle fut admise dans la London Pharmacopoeia sous le nom de « Mentha piperitis sapore » en 1721. Les apothicaires français la considérèrent bonne pour l'estomac et l'appelèrent la « menthe anglaise » parce qu'elle venait d'Angleterre où elle poussait "naturellement".
La culture et le commerce de cette menthe épicée Black Peppermint commença à Mitcham en Angleterre et se répandit dans le monde entier par multiplication végétative. En raison de sa forte saveur, gage de sa puissance, cette variété 'Mitcham' acquit une grande réputation en herboristerie. Un centre de production majeur se trouve aux États-Unis, en raison d'un climat favorable.
En Italie depuis 1350 , la menthe poivrée est prisée par la haute société, et est une plante associée à l'amour et la fertilité. Il est de coutume que les prétendant s'en asperge pour faire connaître leurs intentions. Cette pratique a encore cours de nos jours, bien que majoritairement employée dans le sud du pays.

## Description
La menthe poivrée est une plante herbacée, vivace à drageons, hémicryptophyte. Elle se dresse de 10 cm jusqu'à 75 cm, voire 1 m de hauteur.
Les tiges et les rameaux sont rougeâtres, à section carrée.

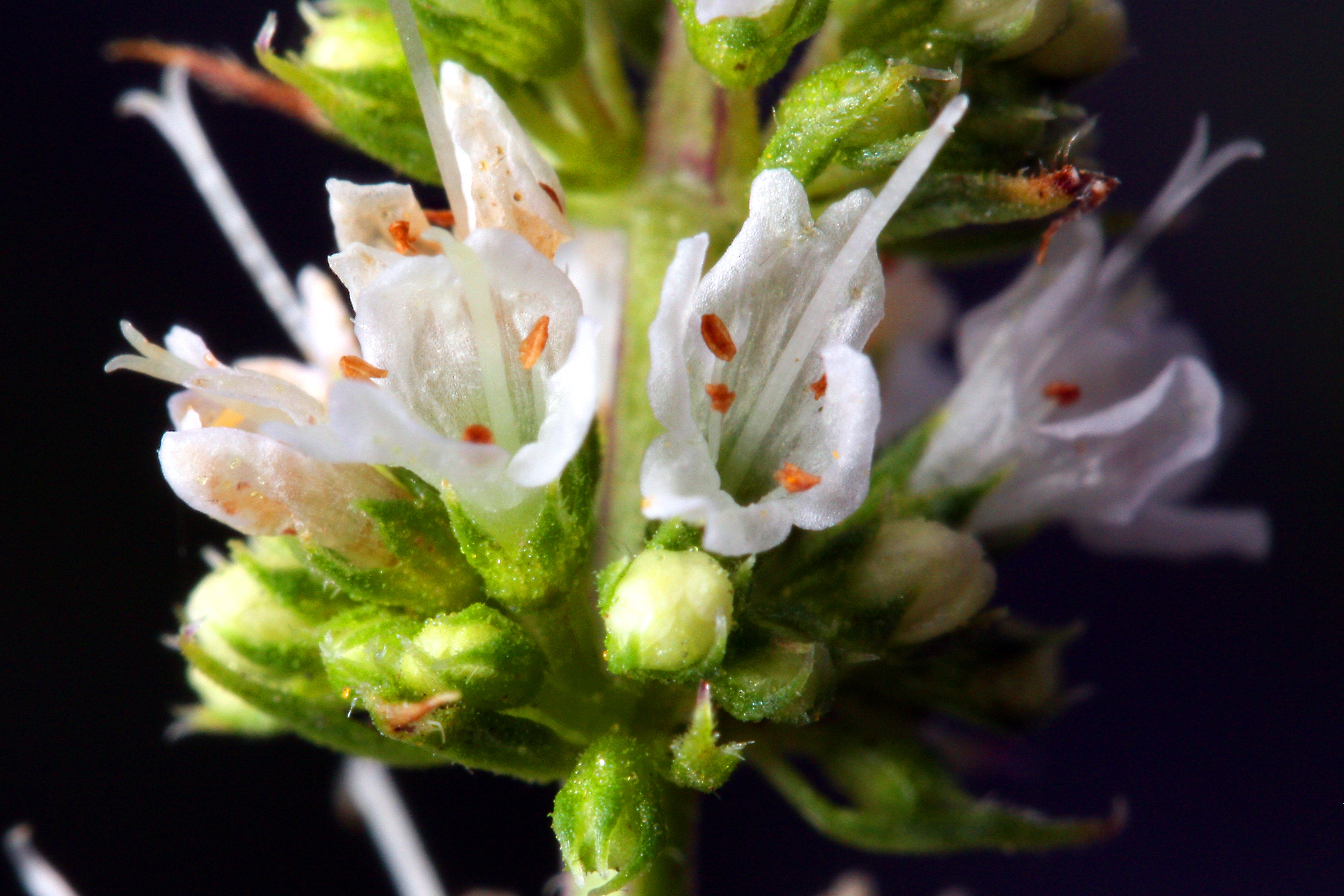
Fleur

Les feuilles sont opposées et décussées. Ce sont des feuilles simples, pétiolées, 4 à 10 cm de long, velues et d'un vert foncé sur la face supérieure, se teignant de nuances rougeâtres au soleil et de rouge cuivré à l'ombre.  Elles sont ovales-lancéolées à marge dentée. Elles sont recouvertes de poils sécréteurs à pied unicellulaire et à tête constituée d'une seule cellule ou de 8 cellules rayonnantes formant une tête renflée ovale, dans laquelle s'accumule l'huile essentielle.
La plante fleurit mais ne produit pas de graines. Les inflorescences sont des faux verticilles de fleurs rapprochés en épis terminaux très raccourcis, comparables à des capitules. Les fleurs sont petites, violet pâle, presque régulières. Elles comportent un calice tubuleux, parcourus par de nombreuses nervures saillantes. Faiblement velu, il est terminé par 5 dents lancéolées et acuminées. La corolle est formée de 4 lobes presque égaux. La lèvre supérieure, émarginée, est issue de la soudure des 2 pétales dorsaux. La lèvre inférieur est formée par les 3 pétales ventraux. Les 4 étamines sont saillantes. Sur un disque nectarifère, reposent 2 carpelles.
La floraison s'effectue de juillet à septembre.
Les fruits sont des tetrakènes. La plupart des graines avortent.
Trois variétés botaniques de M. ×piperita L. sont reconnues :
- var. piperita, menthe poivrée noire et pubescente (Black and hairy Peppermints)
synonymes : M. nigricans Mill. 1768, M. odorata Salisb. 1798
- var. crispa (Benth.) W. Koch, menthe frisée (Curly Mint)
 synonyme : M. aquatica L. var. crispa (L.) Benth.
- var. officinalis Sole, menthe blanche (White Peppermint)
 synonyme : M. kahirina Forssk. 1775 ; les hybrides riches en linalol / acétate de linalyle appartiennent à cette variété.

Les variétés horticoles les plus cultivées  sont:
- menthe Mitcham, forme rubescens de la variété officinalis
- menthe blanche, forme palescens de la variété officinalis
- menthe de Hongrie, forme rubescens de la variété sylvestris
- menthe citronnée, menthe à odeur de citron, « Mentha citrata (Ehrh.) »
- menthe bergamote, « Mentha citrata (Ehrh.) »
- menthe eau-de-Cologne, « Mentha citrata (Ehrh.) »
- menthe chocolat : M. × piperita ‘Chocolate’ originaire de Norvège
- 'Proserpine' originaire d'Autriche
- etc.

## Distribution
Mentha ×piperita s'est naturalisée
- dans de nombreux pays d'Europe :  Royaume-Uni, Danemark, Irlande, Belgique, Pays-Bas, Allemagne, Autriche, Pologne, Ukraine, Bulgarie, ex-Yougoslavie, Grèce, Italie, Roumanie, France, Portugal, Espagne...
- dans les Açores, en Sibérie (Russie), Australie, Nouvelle-Zélande,
- en Amérique du Nord (Canada, États-Unis).

## Systématique et synonymes
Les études taxonomiques du genre Mentha ont produit depuis 1753 (marquant le début de la nomenclature moderne avec Linné) plus de 3 000 noms. Il est possible qu'environ 95 % de ces noms soient des synonymes ou des appellations illégitimes.  La systématique du genre est en effet, particulièrement difficile en raison de la facilité des hybridations, compliquée par le polymorphisme, la culture, la polyploïdie, et la propagation végétative.
Les études phylogénétiques contemporaines s'accordent sur l'existence de 18 espèces et 11 hybrides dénommés, répartis en quatre sections. La menthe poivrée est dans la section Mentha.
The Plant List recense une trentaine de synonymes bien établis :
- Mentha ×adspersa Moench
- Mentha ×balsamea Willd.
- Mentha ×banatica Heinr.Braun
- Mentha ×braousiana Pérard
- Mentha ×citrata Ehrh.
- Mentha ×concinna Pérard
- Mentha ×crispula Wender.
- etc.

## Culture

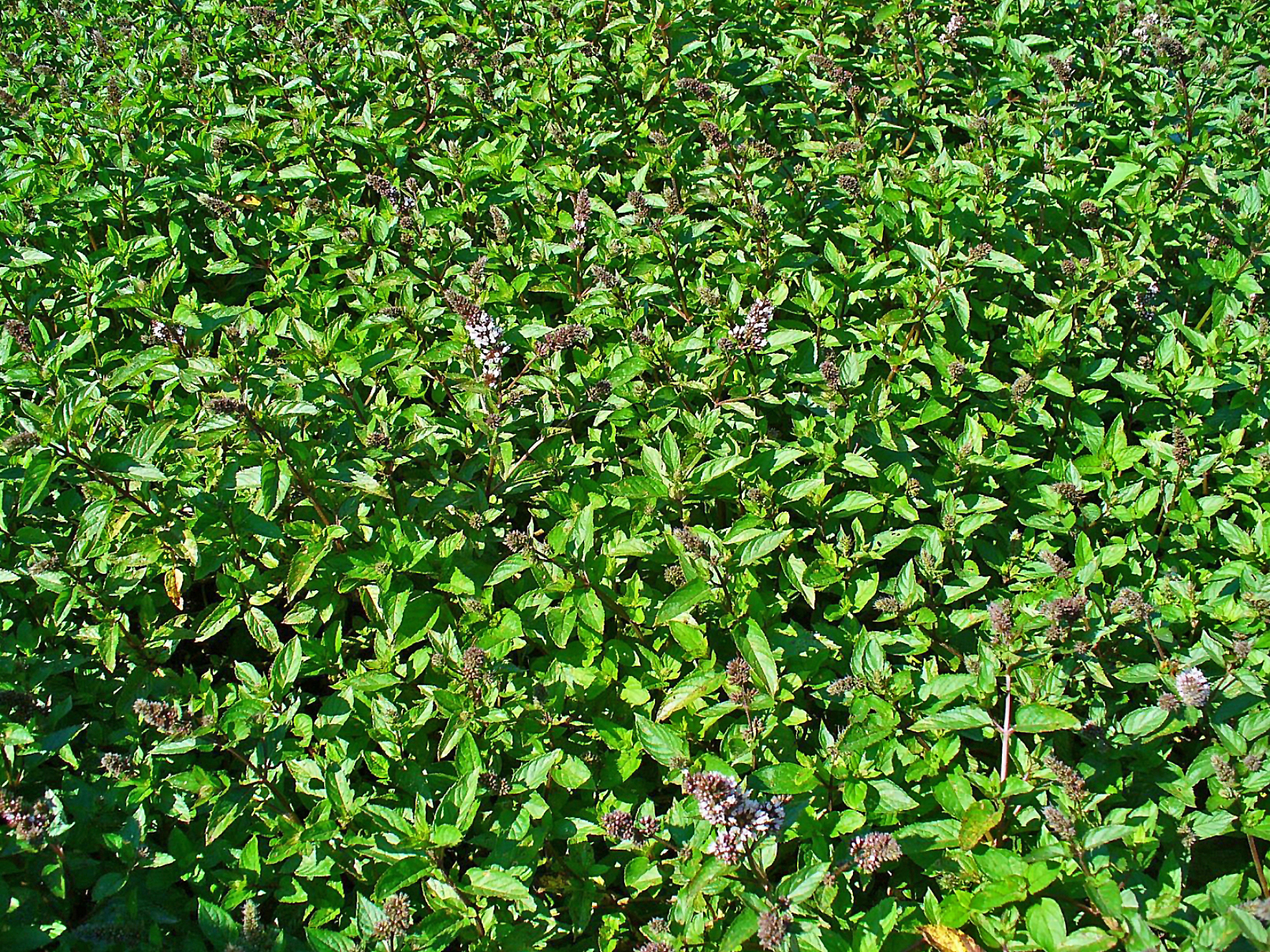
Culture de menthe poivrée

La culture commerciale de la menthe poivrée est pratiquée en Europe, en Asie (Russie, Kirghizistan, Turkménistan, Chine, Japon, Inde), en Australie, en Afrique du Nord (Maroc, Kenya, Tanzanie, Angola) et en Amérique (Canada, États-Unis, Brésil, Argentine, Chili).
Aux États-Unis, la variété 'White Mitcham' de menthe poivrée fut introduite aux alentours de 1800 dans le Massachusetts à partir de l'Angleterre. Par la suite, la variété 'Black Mitcham', importée dans le Michigan  en 1883, donna plusieurs cultivars 'Murray Mitcham', 'Roberts Mitcham' 'Todd Mitcham' etc., toutes plus résistantes au Verticillium. La culture de la menthe poivrée s'est développée à partir des années 1960 jusqu'à atteindre un pic en 1995 (avec 60 300 ha) mais n'a cessé de décroître depuis en raison des maladies (verticillium), des attaques d'insectes (altisse de la menthe, Longitarsus ferrugineus) et de la concurrence étrangère.
En France, la menthe poivrée est cultivée dans l'Essonne (Milly-la-Forêt), en Maine-et-Loire (Chemillé), dans la Drôme (pour l'herboristerie) et les Alpes-de-Haute-Provence (pour la distillation).
Cette culture commerciale est faite essentiellement pour produire de l'huile essentielle, qui sert à parfumer boissons, dentifrices, chewing-gums, confiseries et liqueurs.
Actuellement les quatre principaux producteurs d'huile essentielle de menthe poivrée sont l'Inde, l'Italie, l'Argentine et l'Australie.
La plantation de la menthe poivrée se fait au printemps ou à l'automne suivant les régions. Elle apprécie un sol riche et plutôt frais.
On la récolte de mai à octobre.
Elle doit, de préférence, être plantée dans un endroit ensoleillé. Elle nécessite un sol drainé, fertile et frais. Elle requiert un pH entre 6 et 7. Elle peut être attaquée par les acariens, les chenilles et les nématodes.
Pour produire de l'huile essentielle, la récolte mécanique se fait à 10 % de floraison. La plante coupée est laissée en andains pour lui permettre de sécher, à la manière du foin.

## Composition chimique
La feuille de menthe poivrée contient de nombreux métabolites secondaires aromatiques : des acides-phénols (jusqu'à 7 %), des flavonoïdes (glycosides de la lutéoline, de l'apigénine), des monoterpènes et des triterpènes. Le métabolisme des terpènes est fortement influencé par les facteurs environnementaux.

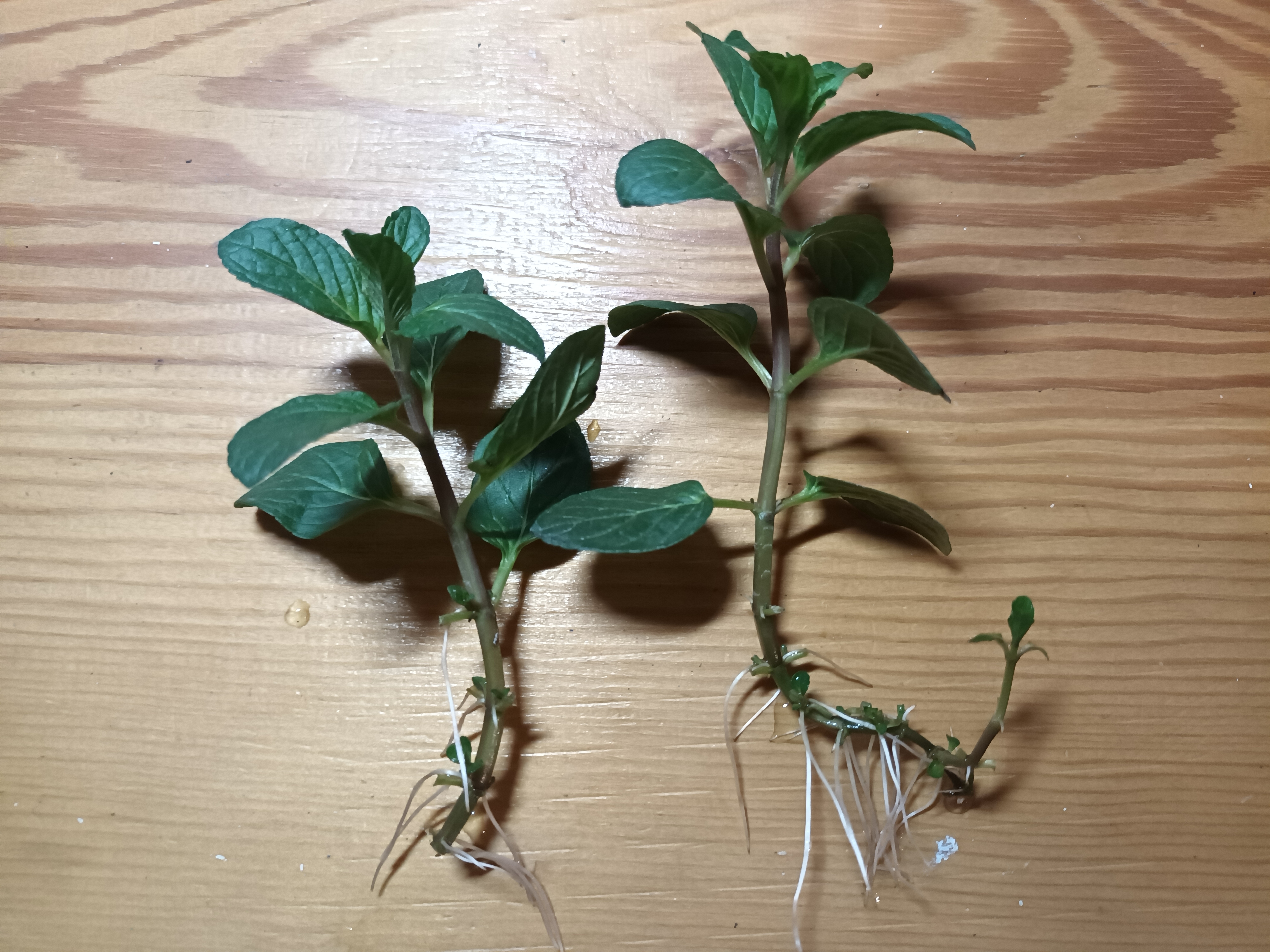
Pieds de menthe poivrée avec racines, feuilles et tiges lavés.

On extrait des feuilles une huile essentielle par distillation à la vapeur d'eau. Sa composition varie fortement avec les conditions climatiques, culturales et la date de la récolte.
Elle est principalement constituée de
- menthol : 30  à 40 %, parfois jusqu'à 64 %, pour une culture à basse altitude (300 m) à Jammu au nord de l'Inde[17].
- (-)- menthone de 15 à 25 % dans la menthe Mitcham, mais moitié moins dans le cas de la menthe blanche. Le menthone est issu d'une oxydation du menthol.
- acétate de menthyle, de l'état de trace jusqu'à une forte concentration de 30,2 % à haute altitude, dans le nord de l'Inde[17] ; il provient d'une estérification du menthol
- menthofurane, composé hépatotoxique, parfois absent mais pouvant atteindre 10 % pour la variété 'Chocolate' cultivée en Corée[18] ; les étés à jours courts produisent de grandes quantités de ce composé.  Une concentration faible de pulégone + menthofurane est nécessaire pour avoir une huile essentielle ayant une valeur commerciale. La (+)-pulégone, présente dans la jeune plante, disparaît rapidement.
- (+)-isomenthone, (+)-néomenthol, (-)-pipéritone, terpinène-4-ol, β-viridiflorol, etc.

Le profil chimique de l'huile essentielle évolue tout au cours de la croissance de la plante. Une analyse faite tous les 30 jours, après la transplantation des stolons, a montré que la concentration en menthone augmentait régulièrement jusqu'au 150e jour (pour le cultivar 'Kukrail') alors que la concentration en menthol restait toujours élevée. La concentration en menthofurane croissait régulièrement jusqu'à 2,41 % à 150 jours puis montait à 4,99 % à 180 jours. Les auteurs de cette étude indienne, concluent que les cultivars de menthe poivrée doivent être récoltés après 150 jours.
Les esters mentholiques de (5 à 10 %) sont responsables de la flaveur mentholée et rafraîchissante de l'huile de menthe. Les feuilles de bonne qualité destinées à un usage pharmaceutique donnent de 10 à 30 ml d'huile essentielle par kg de feuilles sèches.

## Actions pharmacologiques
Malgré un usage traditionnel multimillénaire de la menthe, et les très nombreuses études in vitro, les études cliniques de M. ×piperita restent encore très limitées et n'ont guère exploré la pharmacologie de la drogue.
- Études in vitro

- Capacité antioxydante, obtenue par diverses méthodes. L'indice ORAC (Oxygen Radical Absorbance Capacity) ou « capacité d'absorption des radicaux oxygénés » d'une solution aqueuse de feuilles de menthe poivrée est élevé, comme pour beaucoup d'aromates. L'indice FRAP de  « capacité de réduction du plasma des ions ferriques en ions ferreux », situe encore les feuilles sèches de menthe poivrée,entre la sauge et le thym mais dans l'ordre inverse
| Activité antioxydante ORAC et FRAP des feuilles d'après Zheng et als, 2001, μmol Trolox équivalent (TE)/g d'après Dragand et al, en mmol/g |                    |                |                 |
| Nom vulgaire | nom scientifique   | ORAC μmol TE/g | FRAP mmol/100 g |
| Thym commun | Thymus vulgaris    | 19,49          | 74,6            |
| Menthe poivrée | Mentha ×piperita   | 15,84          | 78,5            |
| Sauge officinale | Salvia officinalis | 13,28          | 91,2            |

La composition chimique étant très variable au cours des saisons, il en est de même de la capacité antioxydante. Dragland et al. ont observé la fourchette 59 - 96 mmol/g.
- Activité antivirale et antibactérienne. Des extraits aqueux de feuilles de menthe poivrée manifestent une activité antivirale contre les virus de la grippe A, les virus de la maladie de Newcastle, le virus de l'herpès HSV. De nombreuses études ont établi l'activité antibactérienne de la menthe poivrée (voir la revue de McKay et al, 2006)
- Activité antitumorale. Dans une étude portant sur 120 plantes comestibles, visant à tester leur aptitude à inhiber la promotion du cancer par l'acide okadaïque (AO), la menthe poivrée s'est retrouvée parmi les 8 plantes ayant une forte activité pour s'opposer à l'AO. Voir la revue par McKay et al des études in vitro.
- Études sur l'animal

L'huile essentielle de menthe poivrée est, tout comme le menthol, spasmolytique in vitro : elle inhibe les contractions du muscle lisse intestinal induites par diverses antagonistes ou par dépolarisation. Il a été montré aussi que les extraits aqueux de M. ×piperita manifestaient un effet relaxant significatif, dépendant de la dose, sur les contractions spontanées d'un duodénum isolé de lapin.
Le mécanisme d'action sur les muscles lisses intestinaux semble passer par une action directe sur les canaux calciques.
- Études sur l'homme

- Action sur le système gastro-intestinal : une étude portant sur 12 sujets a montré que 90 mg d'huile essentielle de menthe poivrée n'affectait pas significativement le temps de vidange gastrique mais provoquait une inhibition complète de la vidange de la vésicule biliaire. Le temps de transit dans l'intestin grêle était aussi significativement augmenté. Plusieurs études ont montré qu'elle pouvait aussi soulager le syndrome de l'intestin irritable.
Prescrire (revue) décrit l'usage possible de la menthe poivrée dans les troubles fonctionnels intestinaux; l'infusion de la menthe poivrée qui contient de l'huile essentielle n'a pas d'effet indésirable connu.
L'effet spasmolytique de l'huile essentielle a été utilisé au cours des colonoscopies et des lavements barytés. L'huile réduit la fréquence des spasmes et le recours aux spasmolytiques par voie IV.
Plusieurs études ont montré que les douleurs abdominales et épigastriques (dyspepsie) répondaient bien aux traitements à base de préparation combinant les feuilles de menthe poivrée, le Iberis amara, avec les graines de cumin, la racine de réglisse, les feuilles de mélisse officinale et la racine d'angélique.
- Le menthol a été présenté depuis plus d'un siècle, comme un décongestionnant nasal. Mais l'expérience a clairement montré qu'il s'agit seulement d'une sensation de fraîcheur  déclenchée par l'interaction du menthol avec le nerf trijumeau et les récepteurs au froid des voies aériennes supérieures. La dose de 11 mg de menthol, sur les patients souffrant d'un rhume, n'a aucun effet décongestionnant.

## Utilisations
La menthe poivrée est très largement utilisée en cuisine mais on l'utilise également en herboristerie.

### Usages médicinaux traditionnels

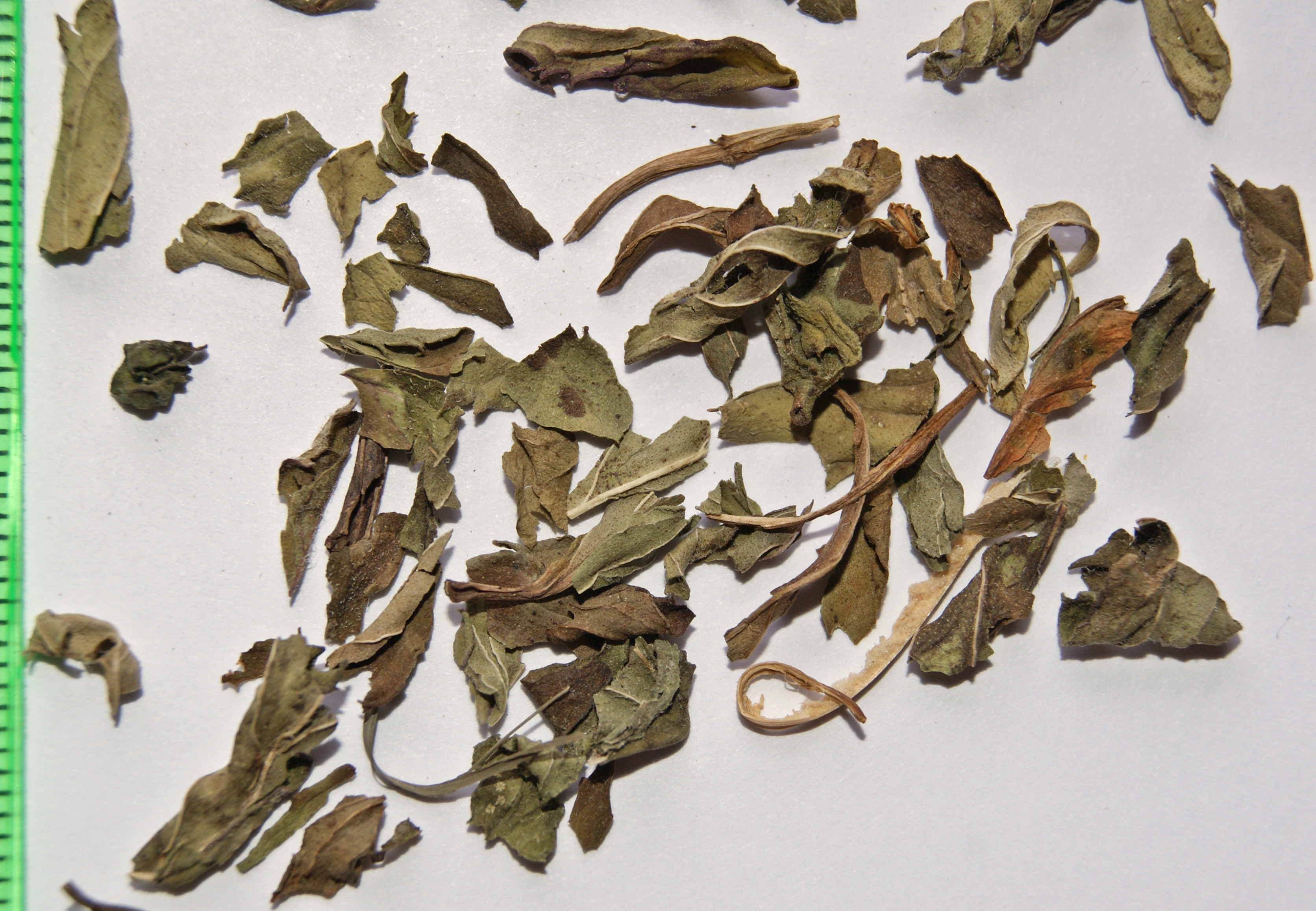
Mentha piperita, feuilles

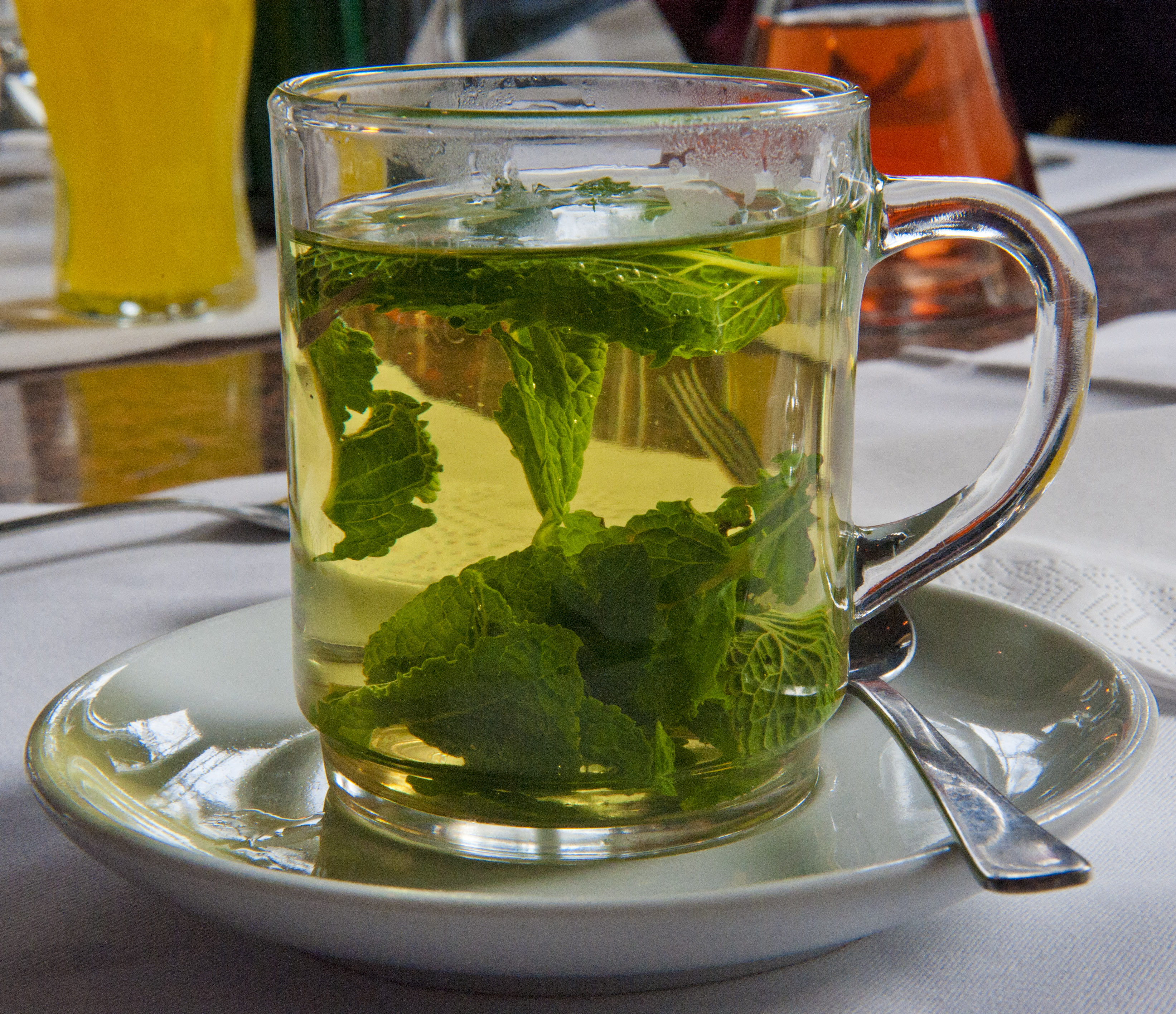
Infusion de menthe poivrée fraiche

Comme à toutes les menthes, la tradition attribue à la menthe poivrée des propriétés aromatiques (toniques, stomachiques) et des propriétés digestives (combattre les lourdeurs, les ballonnements, les gaz).
Les feuilles de la plante fraîches ou sèches sont utilisées en infusion (de 6 à 9 g/jour). L'huile essentielle extraite de la plante par hydrodistillation est utilisée en usage interne (0,6 à 1,8 ml/jour).
Au début du XIXe siècle, « elle est regardée comme apéritive, désobstruante, diurétique... On l'emploie aussi comme stomachique, résolutive, emménagogue, et surtout comme antispasmodique »,.
La plante est utilisée en France, par voie orale (en infusion), dans :
- le traitement symptomatique de troubles digestifs (ballonnement, lenteur à la digestion, etc.), y compris ceux qui sont attribués à une origine hépatique ;
- le traitement adjuvant des douleurs liées aux troubles fonctionnels digestifs ;
- pour faciliter les fonctions d'élimination urinaire et digestive.

En usage local, les médicaments à base de menthe sont utilisés (de fait ce sont généralement des produits à base d'huile essentielle) :
- en cas de prurit, comme adoucissant et comme protecteur  (ex. : crevasses, piqûres d'insectes) ;
- en cas de nez bouché, de rhume ;
- pour l'hygiène buccale, en bain de bouche
- comme antalgique dans les affections buccales ou pharyngées (collutoire, pastilles).
- comme analgésique pour lutter contre les maux de tête [32]

La Commission Européenne précise qu'en Allemagne la menthe poivrée est utilisée en cas de spasmes de la région gastro-intestinale, de la vésicule et des voies biliaires.
Autres utilisations possibles par voie externe de l'huile essentielle : soulager les maux de tête (EMEA), migraines et sinusites, les démangeaisons cutanées, les algies rhumatismales et musculaires (usage reconnu en Allemagne) (se renseigner auprès d'un aromathérapeute, médecin ou pharmacien par précaution car c'est une substance très active).
Précautions d'emploi (pour l'huile essentielle) :
- Aucun effet secondaire ni aucune interaction médicamenteuse ne sont connus pour la plante elle-même[10].
- L'huile essentielle de menthe et le menthol peuvent provoquer des troubles graves chez le jeune enfant lorsqu'ils sont appliqués sur les narines et le visage (risque de détresse respiratoire, de coma). La monographie élaborée par l'Agence européenne du médicament (EMEA) précise que son usage n'est recommandé ni avant huit ans, ni chez la femme enceinte ou allaitante. Son  utilisation par voie cutanée est réservée à l'adulte[33] ;

L'obstruction des voies biliaire et l'inflammation de la vésicule biliaire constituent des contre-indications ;
Le contact avec les muqueuses et les yeux peut  provoquer des irritations ;
De rares cas d'allergie ont été signalés à la suite d'application cutanée. Ne pas utiliser dans le bain ou sur l'ensemble du corps ;
Certains auteurs préconisent de ne pas l'utiliser chez des sujets épileptiques.

### Culinaire et industrie alimentaire
En Grande-Bretagne, la menthe poivrée est utilisée dans la confection de quelques plats. La mint sauce s'obtient en hachant finement la menthe poivrée dans du vinaigre et du sucre.
Mais quelques cuisiniers considèrent pourtant qu'elle donne une saveur trop forte aux plats et lui préfèrent la menthe verte (Mentha spicata).
L'huile essentielle de menthe poivrée est utilisée dans l'industrie alimentaire pour parfumer bonbons (polkagris), dentifrices, chewing-gums, confiseries et boissons alcoolisées. Le sirop de menthe verte Marie Brizard base sa publicité sur son goût en bouche « caractéristiques de la menthe poivrée ».  En Angleterre, l'huile essentielle est associée au chocolat dans les célèbres After eight (Couplan, 2009). En Catalogne, on l'ajoute parfois aux soupes, aux salades et aux légumes. Ainsi quelques gouttes d'huile essentielle peuvent être rajoutées à un velouté de petits pois. Dans l'arrière-pays niçois, toujours d'après Couplan, on l'emploie sous le nom de « basilic sauvage » dans les sauces avec l'huile d'olive et de l'ail.

### Boissons
La menthe poivrée est utilisée dans la fabrication, par macération, du schnaps en Alsace (le peppermint schnapps).
Elle sert aussi à préparer des cocktails comme le schnaps à la menthe poivrée et le Baileys Irish Cream ; elle remplace la sarriette originelle (Satureja douglasii) dans la composition du mojito.